# Temporada 1974-75 de los Philadelphia 76ers
La temporada 1974-75 fue la vigésimo sexta de los Philadelphia 76ers en la NBA, y la duodécima en Filadelfia, Pensilvania, tras haber jugado hasta entonces en Syracuse bajo el nombre de Syracuse Nationals. La temporada regular acabó con 34 victorias y 48 derrotas, ocupando el séptimo puesto de la conferencia Este, no logrando clasificarse para los playoffs.

## Elecciones en elDraft
| Ronda | Puesto | Jugador          | Posición  | Nacionalidad   | Universidad      |
| ----- | ------ | ---------------- | --------- | -------------- | ---------------- |
| 1     | 2      | Marvin Barnes    | Ala-Pívot | Estados Unidos | Providence       |
| 2     | 19     | Don Smith        | Base      | Estados Unidos | Dayton           |
| 3     | 37     | Connie Norman    | Escolta   | Estados Unidos | Arizona          |
| 3     | 42     | Harvey Catchings | Pívot     | Estados Unidos | Hardin-Simmons*  |
| 9     | 145    | Perry Warbington | Base      | Estados Unidos | Georgia Southern |

## Temporada regular
| División Atlántico | División Atlántico | División Atlántico | División Atlántico | División Atlántico | División Atlántico | División Atlántico | División Atlántico | División Atlántico |
| Equipo             | G                  | P                  | %                  | PD                 | Casa               | Fuera              | Div                |                    |
| ------------------ | ------------------ | ------------------ | ------------------ | ------------------ | ------------------ | ------------------ | ------------------ | ------------------ |
| y-Boston Celtics   | 60                 | 22                 | .732               | –                  | 28–13              | 32–9               | 17–9               |                    |
| x-Buffalo Braves   | 49                 | 33                 | .598               | 11                 | 30–11              | 19–22              | 15–11              |                    |
| x-New York Knicks  | 40                 | 42                 | .488               | 20                 | 23–18              | 17–24              | 9–17               |                    |
| Philadelphia 76ers | 34                 | 48                 | .415               | 26                 | 20–21              | 14–27              | 11–15              |                    |

## Estadísticas
| Rk | Jugador          | Edad | P  | PT | MP   | TC  | TCI  | %TC  | TL  | TLI | %TL   | RO  | RD  | RT   | AS  | RB  | TAP | BP | FP  | PTS  |
| -- | ---------------- | ---- | -- | -- | ---- | --- | ---- | ---- | --- | --- | ----- | --- | --- | ---- | --- | --- | --- | -- | --- | ---- |
| 1  | Fred Carter      | 29   | 77 |    | 39.6 | 9.3 | 20.8 | .447 | 3.3 | 4.5 | .738  | 0.9 | 3.5 | 4.4  | 4.4 | 1.1 | 0.3 |    | 3.3 | 21.9 |
| 2  | Steve Mix        | 27   | 46 |    | 38.0 | 6.1 | 12.7 | .481 | 3.5 | 4.5 | .776  | 3.4 | 7.5 | 10.9 | 2.2 | 1.7 | 0.5 |    | 3.8 | 15.6 |
| 3  | Billy Cunningham | 31   | 80 |    | 35.7 | 7.6 | 17.8 | .428 | 4.3 | 5.6 | .777  | 1.6 | 7.5 | 9.1  | 5.5 | 1.1 | 0.4 |    | 3.4 | 19.5 |
| 4  | Doug Collins     | 23   | 81 |    | 34.8 | 6.9 | 14.2 | .488 | 4.1 | 4.8 | .844  | 1.3 | 2.6 | 3.9  | 2.6 | 1.3 | 0.2 |    | 3.6 | 17.9 |
| 5  | Clyde Lee        | 30   | 71 |    | 32.1 | 2.3 | 5.5  | .419 | 1.2 | 1.9 | .630  | 3.7 | 6.0 | 9.7  | 1.4 | 0.4 | 0.2 |    | 3.7 | 5.8  |
| 6  | Tom Van Arsdale  | 31   | 9  |    | 30.3 | 5.4 | 12.9 | .422 | 3.1 | 4.6 | .683  | 0.8 | 2.4 | 3.2  | 1.8 | 1.4 | 0.0 |    | 2.9 | 14.0 |
| 7  | Leroy Ellis      | 34   | 82 |    | 26.6 | 3.5 | 7.6  | .461 | 0.9 | 1.2 | .727  | 2.4 | 4.7 | 7.1  | 1.4 | 0.5 | 0.7 |    | 2.2 | 7.9  |
| 8  | Freddie Boyd     | 24   | 66 |    | 20.6 | 3.1 | 7.5  | .414 | 0.8 | 1.7 | .478  | 0.2 | 1.1 | 1.3  | 2.4 | 0.7 | 0.1 |    | 2.0 | 7.0  |
| 9  | John Tschogl     | 24   | 39 |    | 16.0 | 1.4 | 3.8  | .358 | 0.3 | 0.6 | .591  | 1.3 | 1.5 | 2.8  | 0.8 | 0.6 | 0.6 |    | 2.1 | 3.1  |
| 10 | Allan Bristow    | 23   | 72 |    | 15.3 | 2.3 | 5.5  | .415 | 1.7 | 2.1 | .791  | 1.5 | 2.0 | 3.5  | 1.4 | 0.3 | 0.0 |    | 1.4 | 6.2  |
| 11 | Harvey Catchings | 23   | 37 |    | 14.3 | 1.1 | 2.0  | .554 | 0.4 | 0.7 | .640  | 1.3 | 2.8 | 4.1  | 0.6 | 0.3 | 1.6 |    | 2.2 | 2.6  |
| 12 | Perry Warbington | 22   | 5  |    | 14.0 | 0.8 | 4.2  | .190 | 0.4 | 0.4 | 1.000 | 0.4 | 1.2 | 1.6  | 3.2 | 0.0 | 0.0 |    | 3.2 | 2.0  |
| 13 | Ken Durrett      | 26   | 27 |    | 10.0 | 1.3 | 3.3  | .398 | 0.7 | 1.2 | .625  | 0.8 | 1.5 | 2.3  | 0.4 | 0.1 | 0.1 |    | 1.6 | 3.3  |
| 14 | Don Smith        | 23   | 54 |    | 10.0 | 2.4 | 5.9  | .408 | 0.4 | 0.4 | 1.000 | 0.3 | 0.3 | 0.6  | 0.9 | 0.4 | 0.1 |    | 0.8 | 5.2  |
| 15 | Walt Wesley      | 30   | 4  |    | 8.3  | 1.3 | 2.3  | .556 | 0.5 | 1.0 | .500  | 1.0 | 1.0 | 2.0  | 0.3 | 0.0 | 0.0 |    | 2.0 | 3.0  |
| 16 | Connie Norman    | 21   | 12 |    | 6.0  | 1.9 | 3.7  | .523 | 0.2 | 0.3 | .667  | 0.3 | 0.8 | 1.0  | 0.3 | 0.3 | 0.1 |    | 0.8 | 4.0  |

## Galardones y récords
| Jugador   | Galardón |
| Steve Mix | All-Star |